# ليز توريس
ليز توريس (بالإنجليزية: Liz Torres)‏ هي مغنية وممثلة أمريكية، ولدت في 27 سبتمبر 1947 بذا برونكس في الولايات المتحدة.

## أعمال

### أفلام
- (2001) جو القذر[5]

### مسلسلات
- المربية
- بنات غيلمور
- سنة في العمر
- فضيحة[6]

## وصلات خارجية
- ليز توريس على موقع IMDb (الإنجليزية)
- ليز توريس على موقع روتن توميتوز (الإنجليزية)
- ليز توريس على موقع ألو سيني (الفرنسية)
- ليز توريس على موقع ميوزك برينز (الإنجليزية)
- ليز توريس على موقع أول موفي (الإنجليزية)
- ليز توريس على موقع قاعدة بيانات برودواي على الإنترنت (الإنجليزية)
- ليز توريس على موقع قاعدة بيانات الأفلام السويدية (السويدية)
- ليز توريس على موقع إن إن دي بي (الإنجليزية)
- ليز توريس على موقع ديسكوغز (الإنجليزية)
- ليز توريس على موقع قاعدة بيانات الفيلم (الإنجليزية)